# Maszkowo (Nowogard)
Maszkowo (deutsch Maskow) ist ein Dorf in der Woiwodschaft Westpommern in Polen. Es gehört zur Gmina Nowogard (Gemeinde Naugard) im Powiat Goleniowski (Gollnower Kreis).

## Lage
Das Dorf liegt in Hinterpommern rund 6 km nordöstlich von Nowogard (Naugard) und 30 km nordöstlich der Kreisstadt Goleniów (Gollnow). Stettin liegt etwa 50 km südwestlich.

## Geschichte
Schon 1321 ist die Zugehörigkeit von Maskow nach Naugard belegt.

## Söhne und Töchter des Ortes
- Eberhard Bütow (1894–1946), deutscher Politiker (NSDAP), MdR, MdL